# Wilfred Herling
Wilfred Herling (Dortmund, Alemanha, 7 de junho de 1920 - KIA, 28 de Novembro de 1943, Ucrânia) foi um piloto alemão da Luftwaffe durante a Segunda Guerra Mundial. Voou cerca de 700 missões de combate, nas quais destruiu 26 tanques, 10 peças de artilharia antiaérea, 21 peças de artilharia, seis comboios e dois comboios blindados. Foi morto em combate no dia 28 de Novembro de 1943 no norte na Ucrânia, quando a sua aeronave colidiu em pleno voo com outro Ju 87.